# はまなす (青森市)
はまなすは、青森県青森市の地名。1丁目、2丁目がある。郵便番号030-0919。

## 地理
はまなす（1 - 2丁目）は青森市市街地の東部に位置し、国道4号、都市計画道路蜆貝八重田線、赤川、それぞれで囲まれる。北は国道4号を挟み東造道、東は蜆貝八重田線を挟みけやき、西は赤川を挟み岡造道・小柳、それぞれに接する。多くは住宅地で道路沿いに商店が数多く立地する。

## 歴史
2003年（平成15年）に青森市小柳と八重田地区が住居表示され、地域内戸建て住宅団地「くちははまなす団地」に依り当該地名となる。地域内に「はまなす町会市民館」が所在する。
- はまなす1丁目 - かつて造道字磯野、小柳字朽葉の各一部。
- はまなす2丁目 - かつて八重田字露草、八重田字鶴見、造道字磯野、小柳字朽葉の各一部。

## おもな施設・商店等
- はまなす町会市民館
- 第二すぎのこ幼稚園
- 青森みちのく銀行八重田支店